# Maison-cage
Une maison-cage, maison-cercueil  ou appartement-cercueil (籠屋, lóngwū en mandarin, lung uk en cantonais) est un type d'habitat précaire particulièrement répandu à Hong Kong, conçu pour abriter des personnes à très faibles revenus dans des espaces extrêmement restreints. Ce modèle d'habitation consiste en de petites unités de vie, souvent limitées à quelques mètres carrés, constituées de lits superposés ou de cages métalliques grillagées, empilées dans des appartements surpeuplés. Ces espaces sont généralement partagés entre plusieurs locataires, avec des installations communes telles que la cuisine et les sanitaires.
Apparues au cours du XXe siècle, les maisons-cages reflètent les inégalités économiques et la pénurie de logements abordables dans des zones densément peuplées. Elles sont souvent associées à des conditions de vie insalubres et à une promiscuité extrême, suscitant de nombreuses critiques de la part des organisations de défense des droits humains et des autorités locales. Malgré les efforts pour améliorer les conditions de logement, ces structures perdurent en raison de la crise immobilière persistante.
Le terme « maison-cage » est devenu emblématique des défis socio-économiques dans les grandes métropoles mondiales confrontées à une urbanisation rapide et à une disparité croissante des revenus. Leur existence met en lumière les tensions entre développement économique et justice sociale dans les villes ultra-denses comme Hong Kong.

## Dénomination
Plusieurs noms sont recensés : maison-cage, maison-cercueil, cabine-cercueil, ou encore appartement-cercueil.

## Historique
Les lits-cage commencent à apparaître plus couramment durant les années 1950 et 1960. Pendant la guerre civile chinoise, un grand nombre de Chinois du continent migrent à Hong Kong, et cela, ainsi qu'une augmentation des taux de natalité due à la prospérité de l'économie, entraîne une augmentation très importante de la population, passant de 2 015 300 en 1951 à 3 129 648 en 1961. Pour tenter de faire face à la demande de logements, le gouvernement de Hong Kong commence à construire plusieurs ensembles de logements publics. Cependant, il ne peut pas gérer le fardeau supplémentaire apporté par les travailleurs migrants chinois, et il n'y a pas de politiques pour protéger les droits au logement ou les droits des travailleurs à cette époque. Les maisons-cages deviennent donc populaires parmi les travailleurs migrants, car le loyer y est bas.
En 1950, les autorités reconnaissent officiellement la présence d'uniquement 30 maisons-cages. Voici les nombres de résidents dans celles-ci de 1981 à 2007 :
- 1981 : 2 400 personnes ;
- 1986 : 3 903 personnes ;
- 1998 : 100 000 personnes ;
- 2007 : 53 200 personnes.

En 2009, selon des médias, environ 100 000 Hong-Kongais y sont logés et en 2017, environ 200 000 personnes y vivraient.
Aujourd'hui, des personnes vivent encore dans des maisons-cages car le gouvernement de Hong Kong a institué un système de notation individuelle pour les demandes de logements publics et en a réduit les quotas. De plus, selon une règle déjà en vigueur avant la rétrocession et ensuite transcrite dans la loi fondamentale de Hong Kong, les nouveaux immigrants doivent attendre sept ans pour devenir résidents permanents de Hong Kong (en). Ainsi, les immigrants pauvres sont souvent forcés de vivre dans des lits-cage jusqu'à ce qu'ils reçoivent une carte d'identité de Hong Kong (en).

## Description
Le logement consiste en une série de lits empilés, chacun étant entouré d'un grillage métallique afin d'abriter les possessions du locataire. Chaque lit ou maison-cage est accessible par une porte découpée dans le grillage ; ces abris individuels sont rassemblés dans des dortoirs, jusqu'à onze le plus souvent (effet de seuil, la législation imposant des contrôles à partir de douze lits par pièce). Ces chambres ne mesurent pas plus de 1,80 mètre sur 60 centimètres. Les habitants dorment dans ces chambres, et y cuisinent également.
Les appartements en lit-cage sont généralement situés à l'intérieur de vieux bâtiments dans des zones urbaines. Tout l'espace de vie est divisé en plusieurs sections. Chaque section a deux à trois niveaux de lits, qui sont subdivisés avec des cages en métal. Sans portes, les résidents doivent garder toutes leurs affaires personnelles à l'intérieur de l'espace confiné. Chaque lit-cage est très étroit, de sorte qu'un adulte peut à peine s'allonger, se tenir debout ou s'asseoir droit. Comme les résidents n'ont pas de place pour des affaires personnelles supplémentaires à l'intérieur de la maison-cage, un tel lit-cage est considéré comme un endroit pour dormir uniquement. Les maisons-cages sont sombres, exiguës et chaudes. La température peut y atteindre 34 °C.Les résidents partagent les toilettes et la cuisine, qui sont notoirement malodorantes, sales et très simples(p25). Souvent, il n'y a pas de cuisine, juste des plaques chauffantes.
Les maisons-cages manquent également d'intimité car les cages sont si proches les unes des autres. Même si certaines maisons-cages modernes ont des cloisons pour séparer les différentes sections, celles-ci consistent généralement en une fine pièce de bois ou de carton.

### Sécurité
Les maisons-cages ont généralement de faibles niveaux de sécurité, en raison de leur emplacement dans de vieux bâtiments et d'une protection insuffisante contre les incendies. En 1998, le gouvernement met en place l'ordonnance sur les appartements en lit-cage (section 18 : Précautions pour la sécurité et l'hygiène) pour réguler les normes et exigences de sécurité incendie. Néanmoins, les maisons-cages agréées sont toujours situées dans des bâtiments usés qui manquent de détecteurs de fumée, de systèmes de gicleurs automatiques et de systèmes d'alarme incendie. Pire encore, de nombreux résidents partagent une seule prise électrique. Des chocs électriques et des courants de fuite se produisent fréquemment car le gouvernement ne réalise pas d'inspections régulières pour s'assurer que les diverses mesures de sécurité sont conformes aux normes. L'ordonnance sur les appartements en lit-cage ne régule pas les appartements en maison-cage non agréés ou d'autres résidences similaires qui ne remplissent pas les exigences pour être un « appartement en lit-cage ». Ainsi, ces appartements en maison-cage non agréés n'ont pas d'équipement de sécurité suffisant.

### Hygiène
Comme les résidents nettoient rarement les zones communes, les maisons-cages sont souvent infestées de mouches, de moustiques, de souris et de cafards. Ainsi, l'environnement devient un terrain propice à la prolifération de bactéries, de virus et de maladies. Les cages en métal sont généralement en fer, qui rouille facilement dans le climat humide de Hong Kong.
Les punaises de lit sont également un problème.

### Espace limité
Comme les maisons-cages sont souvent situées dans des quartiers urbains plus anciens, elles sont généralement extrêmement petites, de la même taille qu'une place de parking aux États-Unis. Un tel espace n'est adapté que pour permettre aux gens de se reposer, empêchant ainsi toute activité récréative supplémentaire. On observe qu'en moyenne 6 à 12 personnes partagent généralement un appartement en maison-cage. Dans l'espace confiné et encombré, les maisons-cages ont souvent de mauvais systèmes de ventilation(p12). Les résidents sont très susceptibles de contracter des maladies respiratoires. De plus, ceux-ci (surtout les personnes âgées et handicapées) trouvent difficile d'évacuer le bâtiment en cas d'urgence.
Les résidents essaient souvent de minimiser le temps qu'ils passent dans leur logement.

### Bien-être psychologique
Les personnes qui vivent dans des maisons-cages sont souvent victimes de dénuement. L'effet de vivre dans de tels quartiers délabrés, isolés et exigus peut entraîner une incidence plus élevée de maladies mentales. Certains personnes âgées décrivent leur vie dans des maisons-cages comme le fait d'« attendre la mort ».

### Licence
En 2024, les lois actuelles exigent que les propriétaires obtiennent une licence si 12 lits ou plus se trouvent dans l'appartement ; certains propriétaires mettent 11 lits à l'intérieur pour éviter d'obtenir une licence.

## Réponse sociale
Selon la Déclaration universelle des droits de l'homme et le Pacte international relatif aux droits économiques, sociaux et culturels proposés par les Nations unies, les maisons-cages violent le droit au logement. Beaucoup de citoyens et d'organisations sociales de Hong Kong ont exhorté le gouvernement à construire plus d'ensembles de logements publics (en) pour remplacer les maisons-cages pour les personnes à faible revenu. Le gouvernement insiste sur le fait que les maisons-cages ne doivent pas être éradiquées, car il y a une si grande demande pour de petits appartements dans la communauté. Le film de 1992 Cageman, réalisé par Jacob Cheung, montre les conditions de vie difficiles dans les maisons-cages et met en lumière les difficultés rencontrées par les résidents.

### Réponse des médias
CNN a enquêté sur l'environnement de vie des maisons-cages. Il les décrit comme étant de la « taille d'une boîte à chaussures », déclarant qu'il est difficile pour le reste du monde de croire qu'un si grand nombre de personnes vivent dans de si mauvaises conditions dans une ville soi-disant riche. Le conseil législatif de Hong Kong publie un rapport sur ce problème en 2008 qui propose quelques solutions.